# Templo de Mumba Devi
El Templo de Mumba Devi o Mumba Devi Mandir es un antiguo templo en la ciudad de Bombay (Maharashtra, India) dedicado a la diosa Mumbā, la encarnación local de Deví (Diosa Madre). Las sectas hinduistas que veneran a la diosa Mumbadevi se atestiguan ya en el siglo XV. Se dice que el templo fue construido por una mujer hindú también llamada Mumba en 1675 cerca del sitio principal de la desembocadura del antiguo arroyo Bori Bunder.
La diosa Mumba era patrona de los agris de habla marathí (recolectores de sal) y kolis (pescadores), los habitantes originales de las siete islas de Bombay. Ella es representada como una escultura de piedra negra en el templo. Una etimología de Mumba que es popular es "Maha Amba" o "Gran Madre", uno de los muchos nombres conocidos en la India para referirse la Diosa Madre hindú (Deví). Situado en la zona de Bhuleshwar en la parte sur de Bombay, el templo se encuentra en el corazón de los mercados del acero y confección. Es un lugar sagrado de peregrinación y un lugar de culto para los hindúes, y es visitado diariamente por cientos de personas. No es raro que los visitantes de Bombay presenten sus respetos en el templo y es uno de los destinos turísticos más populares de la ciudad.

## Historia
Este templo fue construido en honor a la diosa Amba. El templo original de Mumbadevi tenía seis siglos de antigüedad y estaba situado en Bori Bunder, y se cree que fue destruido entre 1739 y 1770. Después de la destrucción, se erigió un nuevo templo en el mismo lugar en Bhuleshwar. La Diosa personifica a la Madre Tierra y todavía es adorada por la población hindú de la llanura indogangética del norte y el sur de la India por igual. El templo original construido en el sitio donde antes estaba la estación Victoria Terminus fue demolido por los pescadores koli alrededor de 1737 y un nuevo templo fue erigido en su lugar en Phansi Talao. El santuario moderno contiene una imagen de la Diosa Mumbadevi vestida con una túnica con una corona de plata, un perno nasal y un collar de oro. A la izquierda hay una figura de piedra de Annapurna sentada sobre un pavo real. Delante del santuario hay un tigre, el portador de la diosa.
El nombre actual de la ciudad se deriva de la Diosa Mumbadevi. El templo en sí no es impresionante, pero es un sitio importante ya que está dedicado a MumbaDevi, la deidad patrona de la ciudad.